# Mehlika Öztürk
Mehlika Hulsi Öztürk (ur. 26 czerwca 1997) – turecka zapaśniczka startująca w stylu wolnym. Zajęła dziesiąte miejsce na mistrzostwach świata w 2021. Siódma na mistrzostwach Europy w 2020. Trzecia w indywidualnym Pucharze Świata w 2020 roku.